# 元久
元久（）は、日本の元号の一つ。建仁の後、建永の前。1204年から1206年までの期間を指す。この時代の天皇は土御門天皇。後鳥羽上皇の院政。鎌倉幕府将軍は源実朝、執権は北条義時。

## 改元
- 建仁4年2月20日（ユリウス暦1204年3月23日）：甲子革令により改元。
- 元久3年4月27日（ユリウス暦1206年6月5日）：建永に改元。

## 元久期におきた出来事
2年
- 3月26日：新古今和歌集が成立。
- 閏7月20日：北条義時が政所の別当となり、第2代執権となる。

## 西暦との対照表
※は小の月を示す。
| 元久元年（甲子） | 一月      | 二月※ | 三月 | 四月※ | 五月※ | 六月※ | 七月 | 八月※   | 九月  | 十月※ | 十一月  | 十二月 |           |
| ---------------- | --------- | ----- | ---- | ----- | ----- | ----- | ---- | ------- | ----- | ----- | ------- | ------ | --------- |
| ユリウス暦       | 1204/2/3  | 3/4   | 4/2  | 5/2   | 5/31  | 6/29  | 7/28 | 8/27    | 9/25  | 10/25 | 11/23   | 12/23  |           |
| 元久二年（乙丑） | 一月      | 二月※ | 三月 | 四月  | 五月※ | 六月※ | 七月 | 閏七月※ | 八月※ | 九月  | 十月※   | 十一月 | 十二月    |
| ユリウス暦       | 1205/1/22 | 2/21  | 3/22 | 4/21  | 5/21  | 6/19  | 7/18 | 8/17    | 9/15  | 10/14 | 11/13   | 12/12  | 1206/1/11 |
| 元久三年（丙寅） | 一月※     | 二月  | 三月 | 四月※ | 五月  | 六月※ | 七月 | 八月※   | 九月※ | 十月  | 十一月※ | 十二月 |           |
| ユリウス暦       | 1206/2/10 | 3/11  | 4/10 | 5/10  | 6/8   | 7/8   | 8/6  | 9/5     | 10/4  | 11/2  | 12/2    | 12/31  |           |